# Agrochola silesiaca
Agrochola silesiaca là một loài bướm đêm trong họ Noctuidae.